# Romulus globosus
Romulus globosus là một loài bọ cánh cứng trong họ Cerambycidae.